# Don't Cry for Me Argentina

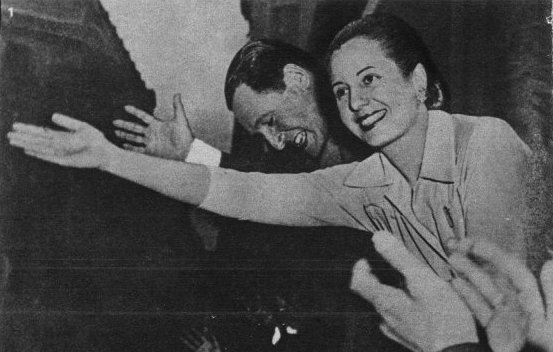
María Eva Duarte (Evita) junto a Perón en el balcón de la Casa Rosada, momento que inspiró la canción «No llores por mí Argentina».

«Don't Cry for Me Argentina» —en español: «No llores por mí Argentina»— es una canción de 1976 compuesta por Andrew Lloyd Webber (música) y Tim Rice (letras) e interpretada por Julie Covington en el álbum conceptual Evita. El tema representa un emotivo discurso de María Eva Duarte en el balcón de la Casa Rosada, frente a las masas de descamisados, tras ganar Perón las elecciones presidenciales de 1946 y convertirse ella en la primera dama de Argentina.

## Versiones
«Don't Cry for Me Argentina» ha sido versionada por:
- Milva (1972)
- Julie Covington (1976)
- Festival (1976)
- Nacha Guevara (1977, para el álbum Amor de ciudad grande y lanzada como sencillo; primera versión en español)
- The Carpenters (1977)
- Fausto Papetti (1977, versión instrumental para saxo)
- The Shadows (1978)
- Elaine Paige (1978)
- Boris Midney (1979; versión instrumental)
- Patti LuPone (1979)
- Olivia Newton John (1980)
- Marti Webb (1980)
- Paloma San Basilio versión española «No llores por mí Argentina».
- Katja Ebstein versión alemana llamada «Wein’ nicht um mich Argentinien».
- Joan Baez (1980)
- Donna Summer (1981)

- Laura Branigan (1990)
- Sinéad O'Connor (1992, para su álbum Am I Not Your Girl)
- Sarah Brightman y Mike Flowers Pops (1996)
- Madonna (1996, para la película Evita)
- The Mike Flowers Pops (1997)
- Judy Collins (1999, para su álbum Classic Broadway)
- Me First and the Gimme Gimmes (1999)
- María Inés Guerra, versión en español para su álbum María Inés (2003)
- Álkistis Protopsalti (2003)
- Idaira Fernández, en el disco "Musicales" de Operación Triunfo 2005 (2005)
- Elena Roger (2006)
- The Hit Crew (2007, versión dance)
- Shirley Bassey (2008)
- Lea Michele y Chris Colfer (2010, para la serie de televisión Glee)
- Tom Jones
- Il Divo, incluido en su disco Wicked Game (2011)[1]
- Mauro Calderón (2012)
- Andrea Bocelli (2015)
- Joss Stone (2015)
- Christina Aguilera (2015, Broadway Sensation – A 4D Musical Spectacular)[2]
- Richard Clayderman (En su versión para piano)
- Soledad Pastorutti
- Diana Amarilla en Argentina (2015)
- Tarja Turunen en Moscú (2016)
- Iain Armitage en Young Sheldon (2017)
- Rachel Zegler (2025)

### Versión de Madonna
La cantante estadounidense Madonna hizo una versión de la canción, para la película Evita, que se publicó como sencillo en 1997. También se estrenó un videoclip del tema que contenía imágenes del filme.

### Versión de Il Divo
El cuarteto musical Il Divo, compuesto el suizo Urs Bühler, el español Carlos Marín, el estadounidense David Miller y el francés Sébastien Izambard, versionaron a cuatro voces melódicas el tema, y lo incluyeron en su álbum Wicked Game de 2011.

### Versión de Andrea Bocelli
El tenor italiano Andrea Bocelli en su nuevo disco Cinema lanzado el 23 de octubre de 2015. Realiza su emotiva versión de "No Llores Por Mi Argentina". El tenor la canta en tres versiones distintas (todas en español): una a dueto con Paty Cantú, otra a dueto con Nicole Scherzinger y otra de solista.